# کایلی هلیدی
کایلی هلیدی (به انگلیسی: Kylie Halliday) ژیمناست زادهٔ ۱۹۸۱ میلادی اهل کشور استرالیا است.